# Poul Richard Høj Jensen
Poul Richard Høj Jensen (ur. 2 czerwca 1944 w Kopenhadze) – duński żeglarz sportowy. Dwukrotny złoty medalista olimpijski.
Brał udział w czterech igrzyskach (IO 68, IO 72, IO 76, IO 80), na dwóch zdobywał złote medale. Startował w klasie Soling i triumfował w 1976 oraz w 1980. Był sternikiem jachtu. Wspólnie z nim podczas obu startów płynęli Erik Hansen i Valdemar Bandolowski. W klasie Soling był wicemistrzem świata w 1973 i 1979. W klasie Dragon wywalczył złoto mistrzostw świata w 1989 i 2009 oraz srebro w 1993, 1995 i 1997.